# Ibrahim Tankary
Ibrahim Tankary (Niamey, 24 maart 1972) is een voormalig Nigerees voetballer.

## Clubcarrière

### Niger & Burkina Faso
Tankary werd geboren in Niamey, de hoofdstad van Niger. Hij begon op 10-jarige leeftijd zijn voetbalcarrière in clubverband bij Liberté FC de Niamey, hier speelde hij de rest van zijn jeugd tot hij als 17-jarige in 1989 doorstroomde naar de A-kern. Hier bleef hij nog 1 jaar voor hij naar Burkino Faso vertrok, hij speelde 4 jaar voor Rail Club du Kadiogo, in deze tijd wist hij 1 trofee te winnen; de Beker van Burkina Faso in zijn laatste jaar. Hierna vertrok de 21-jarige Tankary naar USFA Ouagadougou, hier bleef hij maar voor 1 seizoen, na dit seizoen vertrok hij naar Etoile Filante Ouagadougou, een van de succesvolste clubs van heel Burkina Faso. Tankary bleef in jaar bij hen spelen, in deze tijd won hij opnieuw de beker. 

### Algerije
Na dit jaar vertrok hij naar US Chaouia, de club was in 1994 voor het eerst landskampioen geworden, ook won met de Algerijnse beker dat jaar, waardoor hun 1e grote trofee meteen een dubbel was. Chaouia was sindsdien echter afgezakt naar de middenmoot van het klassement. In 1996-97, het enige seizoen dat Tankary voor de Algerijnse eersteklasser speelde, werd men zelfs twaalfde, 1 punt van de degradatiezone.

### Lagere nationale divisies & Charleroi
Tankary vertrok op 25-jarige leeftijd naar België, hier belandde hij eerst in de lagere reeksen terecht. BijL'ACHE haalde hij geen bovengemiddelde statistieken boven, toch werd hij al vroeg opgemerkt door enkele grotere Belgische clubs. Uiteindelijk kocht Sporting Charleroi hem in 1998. 1 maand later speelde hij echte weeral voor een andere ploeg. Bij Sambreville wist hij goede resultaten voor te leggen, hij bewees Charleroi dat  men de fout was gegaan door hem na 1 maand te laten vertrekken. Hierdoor wist hij na 1 jaar een transfer naar het ambitionele AFC Tubize te versieren. Hier wist hij opnieuw degelijke statistieken neer te leggen.

### KFC Lommelse SK
Tankary werd in de zomer van 2000 gekocht door KFC Lommelse SK, de Limburgse club was in 1999/00 gedegradeerd uit Eerste klasse. Tankary werd als vaste spits gekocht. Hij schoot Lommel als topscoorder van Tweede klasse met 21 doelpunten terug naar Eerste klasse. De dichtstbijzijnde club die daadwerkelijk kon promoveren eindigde op 17 punten van Lommel. In het opeenvolgende seizoen kon hij met zijn 12 doelpunten ervoor zorgen dat Lommel zich handhaafde in Eerste klasse, al was dit niet moeilijk door  de licentieproblemen van RWDM en Eendracht Aalst. Hierdoor bleef zelfs Beveren, dat maar 14 punten had weten behalen in 34 wedstrijden, in Eerste klasse. In 2002/03 kampte Lommel met financiële problemen, de club trok zelf nog voor het einde van het seizoen terug.

### FC Brussels & Zulte-Waregem
Tankary vertrok naar FC Brussels, de Brusselse middenmoter was de afgelopen 3 seizoenen rond de negende plek geëindigd. Tankary schoot met 18 doelpunten de Brusselaars voor het eerst (onder dit stamnummer) naar Eerste klasse, dit op 32-jarige leeftijd. Hij werd echter dit jaar geen topscoorder, deze rol was weggelegd voor Yves Buelinckx die nog 6 keer meer de netten liet trillen. Hij promoveerde echter niet mee, Tankary vertrok naar Zulte Waregem, ook deze 3 jaar oude fusieclub wist hij op 33-jarige leeftijd naar eerste klasse te schieten. Ditmaal opnieuw als topscoorder van Tweede klasse met 18 doelpunten. 

### Blessure 2004/05 & STVV
Tijdens 2004/05 liep Tankary een ernstige blessure op. Het duurde meerdere maanden voordat hij hier hersteld van was. In deze paar maanden was Tankary zijn basisplek verloren, ondertussen speelde hij ook terug in eerste klasse waardoor het moeilijker was om zich terug in de basis te werken. In januari 2006 werd hij verkocht aan Sint-Truiden. Hij moest hen uit de degradatiezone krijgen. In de 6 wedstrijden die hij dat seizoen nog speelde voor De Kanaries wist hij geen enkele keer te scoren. Toch had men de degradatiezonen ontweken.

### Union & Geel
In de zomer van 2006 verkocht STVV Tankary aan tweedeklasser Union. Union eindigde dat seizoen achtste, terwijl het de voorgaande seizoenen 14e en 15e was geworden. Dit kwam echter niet door Tankary, hij wist in 12 wedstrijden 0 keer te scoren en werd halverwege het seizoen uitgeleend aan Verbroedering Geel. Bij Geel wist hij in Derde klasse opnieuw te scoren voor het eerst in meer dan een jaar tijd. Geel promoveerde aan het einde van het seizoen naar Tweede klasse, dit kwam echter niet door Tankary zijn prestaties. 

### Schots avontuur & lagere regionen
Tankary vertrok tijdens de zomer van 2007 naar St. Mirren FC. Hij speelde hier geen enkele wedstrijd. Eind oktober tekende hij een nieuwe overeenkomst met Londerzeel SK, die hij uit de degradatiezone van Derde klasse moest proberen te houden. Men eindigde op een 14e plek en verloor in de eindronde voor behoud van KV Woluwe-Zaventem met 4-0. Na dit seizoen bij Londerzeel zei Tankary vaarwel van de nationale reeksen. Vervolgens speelde hij nog bij provincialers RUSA Schaerbeek en FC Walcout.

## Palmares
| België                    |    |                  |                                                  |
| Topscoorder Tweede Klasse | 2x | 2001, 2005       | KFC Lommelse SK, SV Zulte-Waregem                |
| Titel Tweede Klasse       | 3x | 2001, 2004, 2005 | KFC Lommelse SK, FC Brussels, SV Zulte-Waregem   |
| Burkino Faso              |    |                  |                                                  |
| Bekerwinnaar Burkino Faso | 2x | 1994, 1996       | Rail Club du Kadiogo, Etoile Filante Ouagadougou |

## Trivia
- Tankray speelde voor vijf clubs die niet meer bestaan.